# Aedia pruna
Aedia pruna là một loài bướm đêm trong họ Erebidae.